# Frank Hasenfratz
Frank Hasenfratz, született Hasenfratz Ferenc (Szár, 1935 – Guelph, Ontario, 2022. január 8.) magyarországi születésű kanadai üzletember. A Linamar autóalkatrészgyár alapító tulajdonosa.

## Életútja
1935-ben Hasenfratz Ferenc néven született Száron. A magyarországi németek kitelepítése idején a családot Vérteskozmára költöztették.
Budapesten a Csonka János Gépgyár gyakornoki programjában vett részt, ahol műszaki tanulmányokat folytatott, majd motorkerékpárokat javított.
1955-ben kezdte meg sorkatonai szolgálatát Soroksáron a légvédelmi hadosztálynál. Az 1956-os forradalomban egysége átállt a felkelőkhöz és a Juta-dombi csatában harcoltak a szovjet hadsereg ellen. Felderítőként tevékenykedett, és a forradalmi tanácsba is beválasztották. A Juta-dombi csapatok főparancsnokát, Mecséri Jánost ezredest és több bajtársát letartóztatták és később kivégezték.
1956. november 22-én jutott át az osztrák határon. A kismartoni táborba került, ahonnan néhány hét múlva Olaszországba ment. Félévre rá belépett a Francia Idegenlégióba, de megszökött és egy olasz hajón dolgozva került Kanadába. 1957 májusában érkezett Québecbe, majd Montréalon, Torontón keresztül végül Guelphbe került, ahol nagybátyja, Jack Schaffer farmján élt.
1957 őszén ismerte meg a magyar származású Margaret Fertert, akivel 1960-ban házasságot kötött. A házasságból két lánya született Linda és Nancy.
1964-ban indította el saját autóalkatrész-gyártó vállalkozását. 1966-ban megalapította a Linamar Machine Limitedet, amelyet két lánya és felesége után nevezett el (Li: Linda, Na: Nancy, Mar: Margaret). A Linamar a világ 19 országában van jelen (Észak- és Dél-Amerikában, Európában és Ázsiában). Legfontosabb üzleti partnere a Ford. A cég 1991 óta Magyarországon, Orosházán és Békéscsabán működtetett két üzemet.
2022. január 8-án Gueplhben hunyt el 86 évesen.

## Díjai, elismerései
- Queen Elizabeth II Diamond Jubilee Medal (2012)[5]
- Kanada Rend (2014)[6]